# Frankenstein (Oederan)
Frankenstein – dzielnica miasta Oederan w Niemczech, w kraju związkowym Saksonia, w okręgu administracyjnym Chemnitz, w powiecie Mittelsachsen. Do 31 grudnia 2011 była to samodzielna gmina, wchodząca w skład wspólnoty administracyjnej Oederan.